# Elia Kazan
Elia Kazan (7. rujna 1909. – 28. rujna 2003.), bio je  grčko- američki filmski i kazališni redatelj, producent, scenarist, romanopisac i jedan od osnivača utjecajne filmske organizacije Actors Studios u New Yorku 1947.

## Rani život
Rođen je kao Elias Kazanjoglou 1909. u Konstantinopolisu (današnji Istanbul), koji je tada bio glavni grad  Osmanskog Carstva, kao dijete grčkih roditelja.  1913., kad su mu bile četiri godine, njegova je obitelj emigrirala u  Sjedinjene Države i smjestila se u New Yorku, gdje je njegov otac, George Kazanjoglou, postao trgovac sagovima. Kazanov otac je očekivao da će mu sin ući u obiteljski posao, ali njegova majka, Athena, ohrabrila ga je da krene svojim putem.
Kazan je pohađao javne škole u New Yorku i New Rochelleu, u državi  New York. Nakon mature na koledžu Williams, u Massachusettsu, Kazan je pohađao dramsku školu na sveučilište Yale. U tridesetima je glumio s njujorškom Gropu Theatre, zajedno s (između ostalih)  Leejem Strasbergom,  Cliffordom Odetsom i Stellom i Lutherom Adler. Oko 19 mjeseci, od 1934. do 1936., Kazan je bio član tajne  komunističke ćelije.

## Kazališna karijera
Postao je jedan od najpoznatijih članova holivudske elite. Kazan je nastupio u predstavama Men in White, Waiting for Letty, Johnny Johnson i Golden Boy, a režirao je drame Tramvaj zvan čežnja (1951.) i Mačka na vrućem limenom krovu (1955.), koje su proslavile  Tennesseeja Williamsa, kao i Svi moji sinovi (1947.) i Smrt trgovca (1949.), koje su proslavile  Arthura Millera. Primio je tri Tony nagrade, za predstave Svi moji sinovi, Smrt trgovca i J.B.

## Redateljska karijera
Kazanova redateljska karijera nije ništa manje značajna. Dobio je dva Oscara za režiju, za filmove Džentlmenski sporazum (1947.) i Na dokovima New Yorka (1954.). Izvukao je nezaboravne izvedbe od glumaca kao što su Marlon Brando, Vivien Leigh, Karl Malden i Kim Hunter u filmu  Tramvaj zvan čežnja (1951.) (filmska inačica drame Tennesseeja Williamsa), i James Dean i Jo van Fleet u filmu Istočno od raja (adaptacija romana  Johna Steinbecka).

## Kontroverze s Odborom za protuameričke aktivnosti
Kazanova kasnija karijera obilježena je njegovim svjedočenjem pred Odborom za protuameričke aktivnosti u kojem je odao imena nekih bivših članova Komunističke partije. Neka od tih imena su bila Jerome Robbins, Robert Taylor, Sterling Hayden, Leo Townsend, Burt Ives, Budd Schulberg i Lela Rogers (majka Ginger Rogers).
Kazan je kratko u mladosti bio član Komunističke partije, kad je bio član kazališne grupe, Gropu Theater, u tridesetima. U to vrijeme je u grupi bilo nekoliko kazališnih profesionalaca koji su bili komunisti ili ljevičarski simpatizeri. Kazan se kao socijalist osjetio izdanim  Staljinovom okrutnošću i ideološkom rigidnošću komunista općenito. Osobno je bio uvrijeđen kad su partijski funkcioneri pokušali intervenirati u umjetničku odluke kazališne grupe.
Prvo, iako je Kazan pristao da će svjedočiti pred Odborom, te da će priznati da je bivši član Komunističke partije, odbio je odati imena drugih bivših članova. Ali tada ga je pritisnuo holivudski studijski menadžment da surađuje s Odborom i oda imena bivših članova Partije te onih koji su bili povezani s partijskim aktivnostima, kako bi sačuvao svoju karijeru.
Znao je da su imena već poznata Odboru, jer je isti već pribavio dokumente iz arhive Komunističke partije, te da će njegovo svjedočenje samo poslužiti da se poveća medijska pozornost.
Odavanje imena od strane nekog u Hollywoodu služilo je kao taktika Odboru kako bi legitimirao svoje akcije i potaknuo reakciju protiv onih koji su tek prijatelji ili rođaci optuženih. Jedna od takvih koja je proglašena članicom Partije bila je supruga poznatog glumca Johna Garfielda, s kojom je Kazan radio u družini Theater Group, a koju je istraživao Odbor. Odbor nije uspio dovesti samog Garfielda u vezu s Partijom, ali i njemu je prijetila kazna.
Kako je Kazan poslije objasnio, vjerovao je da je u najboljem interesu zemlje i njegovih liberalnih uvjerenja da surađuje s Odborom za neameričke aktivnosti kako bi pomogao nastojanju Odbora da protjera komuniste iz Hollywooda. Kazan nije osjećao nikakvu privrženost komunizmu te se razočarao  Sovjetskim Savezom koji je provodio brutalna ubojstva i represiju tijekom Staljinovih čistki, i masakrom Poljaka u Drugom svjetskom ratu. Ipak se pravdao Partijskim pokušajima da mu nature svoju agendu dok je bio u kazalištu. Američki dramatičari Lillian Hellman i Arthur Miller su javno i ogorčeno proturječili Kazanovim opravdanjima. Ironično, iako je Kazan svjedočio pred Odborom pod prijetnjom izopćenja i stavljanja na crnu listu od strane holivudskih studija, nakon toga su ga izbjegavali i izopćili mnogi bivši prijatelji. Uvijek uvjereni liberal i slobodouman, čak socijalist u svojim političkim pogledima, Kazana su sad ljevičari mrzili, a mnogi mu desničari nisu vjerovali. Neki su opazili elemente Kazanove vlastite reakcije na kritike u filmu Na dokovima New Yorka.

## Život grčkog Amerikanca
Kazan je 1967. objavio Sređivanje, roman o emocionalno izmučenom srednjovječnom Amerikancu grčkih korijena koji živi dvostrukim životom u  Kaliforniji kao direktor marketinga, pod imenom "Eddie Andreson", i ozbiljni pisac koji piše za časopis pod imenom "Evans Arness", iako mu je rođeno ime Evangelos Arness. "Sređivanje" junakova života ubija njega samog, što ga dovodi do pokušaja samoubojstva i živčanog sloma. Kritičari su vidjeli paralelu na Kazanov stvarni život, ponajviše zbog toga što je junak kratko bio član Komunističke partije prije  Drugog svjetskog rata i naravno, junakovo grčko podrijetlo i amerikanizacija njegova rodnog imena. Kazan je opovrgnuo autobiografske elemente te je rekao kako je roman izmišljen. Poslužio je kao predložak za istoimeni film film iz 1969.

## Nagrada za životno djelo
1999. je Kazan primio Oscara za životno djelo. Pojavio se u pratnji  Martina Scorsesea i  Roberta De Nira koji je potiho upozorio publiku da se ponaša dolično. Sam De Niro se pojavio u filmu o holivudskom mcCarthyzmu. Dok su mnogi u Hollywoodu koji su iskusili mcCarthyzam osjetili kako je prošlo dovoljno vremena te da je dolično da se zakopa sjekira i prepozna Kazanovo veliko umjetničko ostvarenje, drugi nisu. Neke slavne osobe iz Hollywooda s lijevim uvjerenjima osjetile su se uvrijeđenima, dok je pisac Abraham Polonsky (koji je završio na crnoj listi) izjavio kako je želio da Kazana upucaju na pozornici. Neke snimke s dodjele Oscara 1999. sugeriraju kako se tri četvrtine publike diglo i odalo mu priznanje, uključujući Lynn Redgrave,  Karla Maldena, Meryl Streep i vrlo liberalnog  Warrena Beattyja (Beatty je kasnije rekao da je pljeskao Kazanu jer je ovaj režirao njegov prvi film, Sjaj u travi, ali nije promijenio mišljenje). Međutim, snimka je pokazala kako su glumci kao što su Ed Harris, Nick Nolte, Ian McKellen, Richard Dreyfuss, Amy Madigan, Ed Begley i Holly Hunter sjedili na rukama ili odbili pljeskati. Drugi su, kao Steven Spielberg i Sherry Lansing pristojno pljeskali, ali se nisu ustali.

## Osobni život
Elia Kazan se ženio tri puta. Prva supruga mu je bila Molly Day Thacher, dramatičarka; bili su u braku od 1932. do 1963., kad je ona umrla, a dobili su dvije kćeri i dva sina. Zatim se 1969. oženio s Barbarom Loden, glumicom s kojom je bio u braku do njezine smrti, 1990., a dobili su dva sina. Treći brak, s Frances Rudge, trajao je od 1982. do njegove smrti 2003. Umro je prirodnom smrću u svojem domu u New Yorku. Bile su mu 94 godine.

## Filmografija
- The People of the Cumberland (1937.)
- A Tree Grows In Brooklyn (1945.)
- Watchtower Over Tomorrow (1945.)
- More trave (1947.)
- Bumerang (1947.)
- Džentlmenski sporazum (1947.)
- Pinky (1949.)
- Panika na ulicama (1950.)
- Tramvaj zvan čežnja (1951.)
- Viva Zapata! (1952.)
- Man on a Tightrope (1953.)
- Na dokovima New Yorka (1954.)
- Istočno od raja (1955.)
- Baby Doll (1956.)
- A Face in the Crowd (1957.)
- Divlja rijeka (1960.)
- Sjaj u travi (1961.)
- Amerika, Amerika (1963.)
- Sređivanje (1969.)
- Posjetitelji (1972.)
- Posljednji tajkun (1976.)

## Vanjske poveznice
- Elia Kazan u internetskoj bazi filmova IMDb-u (engl.)
- Elia Kazan na Internet Broadway Databaseu (engl.)
- 1985 audio interview with Elia Kazan by Don Swaim of CBS Radio - RealAudio  Arhivirana inačica izvorne stranice od 16. kolovoza 2007. (Wayback Machine)
- Assessing Kazan: His Life and Choice (NYT Books of the Times)